# Dorfkirche Garlipp

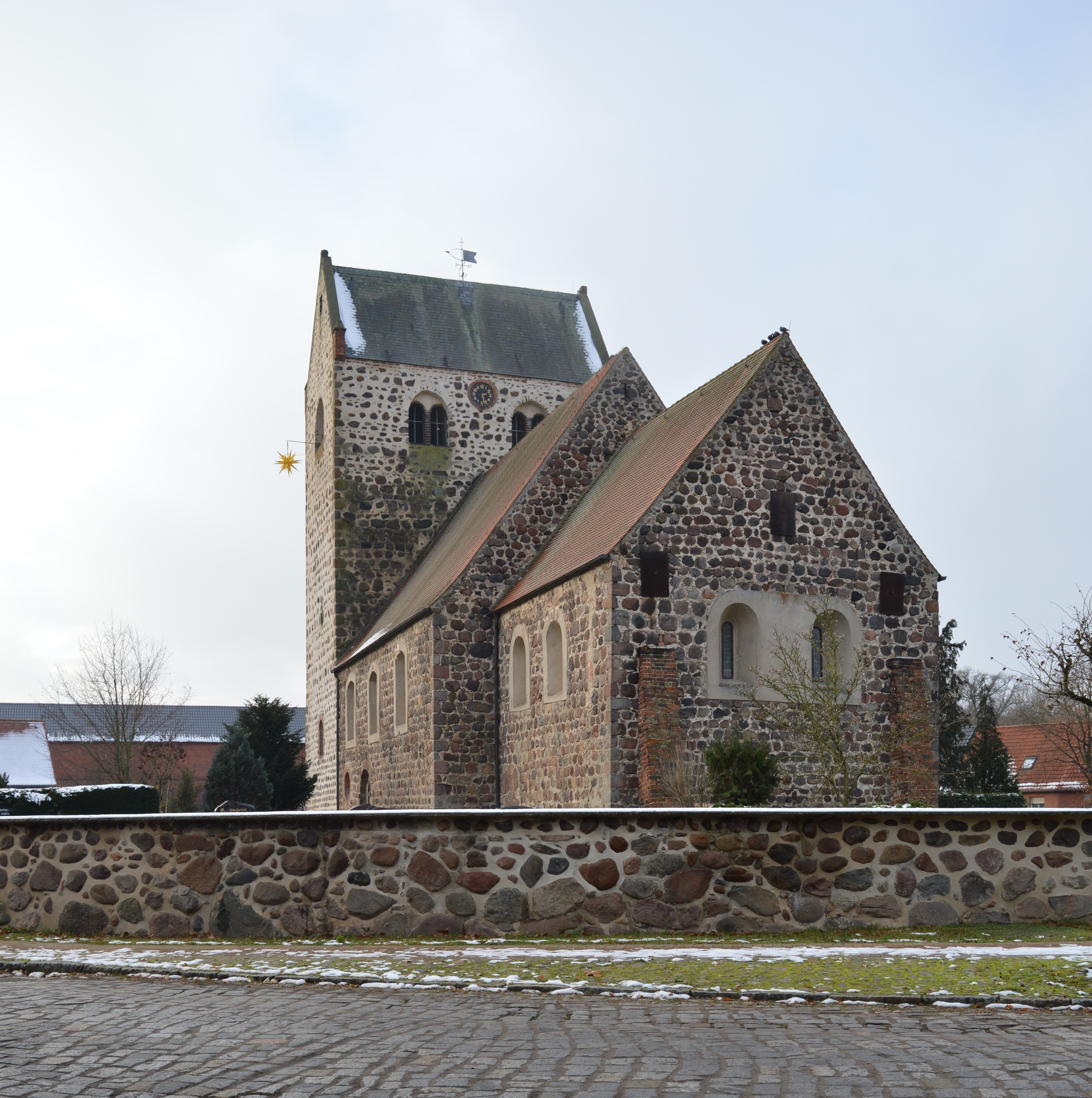
Blick auf die Kirche von Südosten

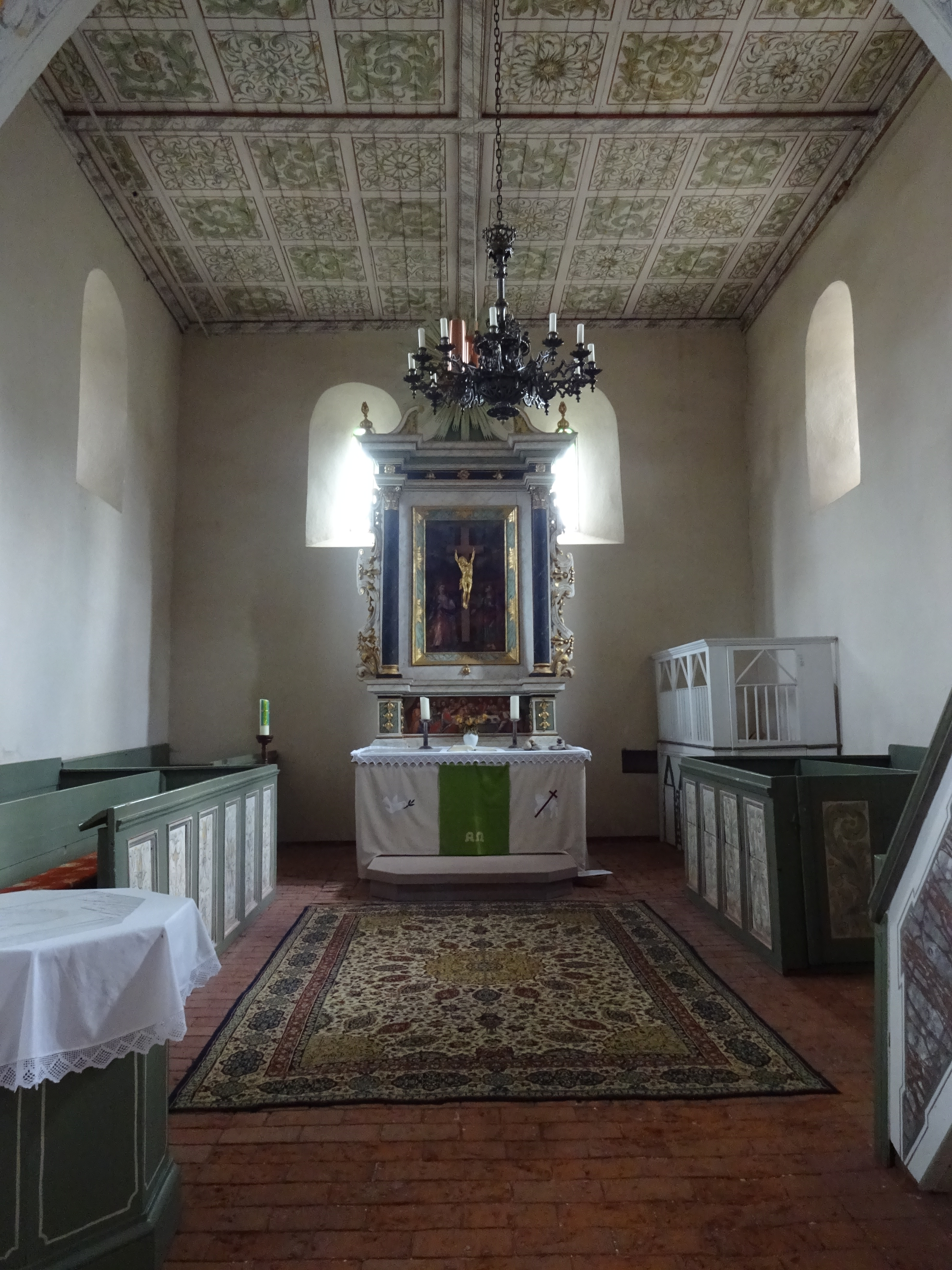
Dorfkirche Garlipp innen

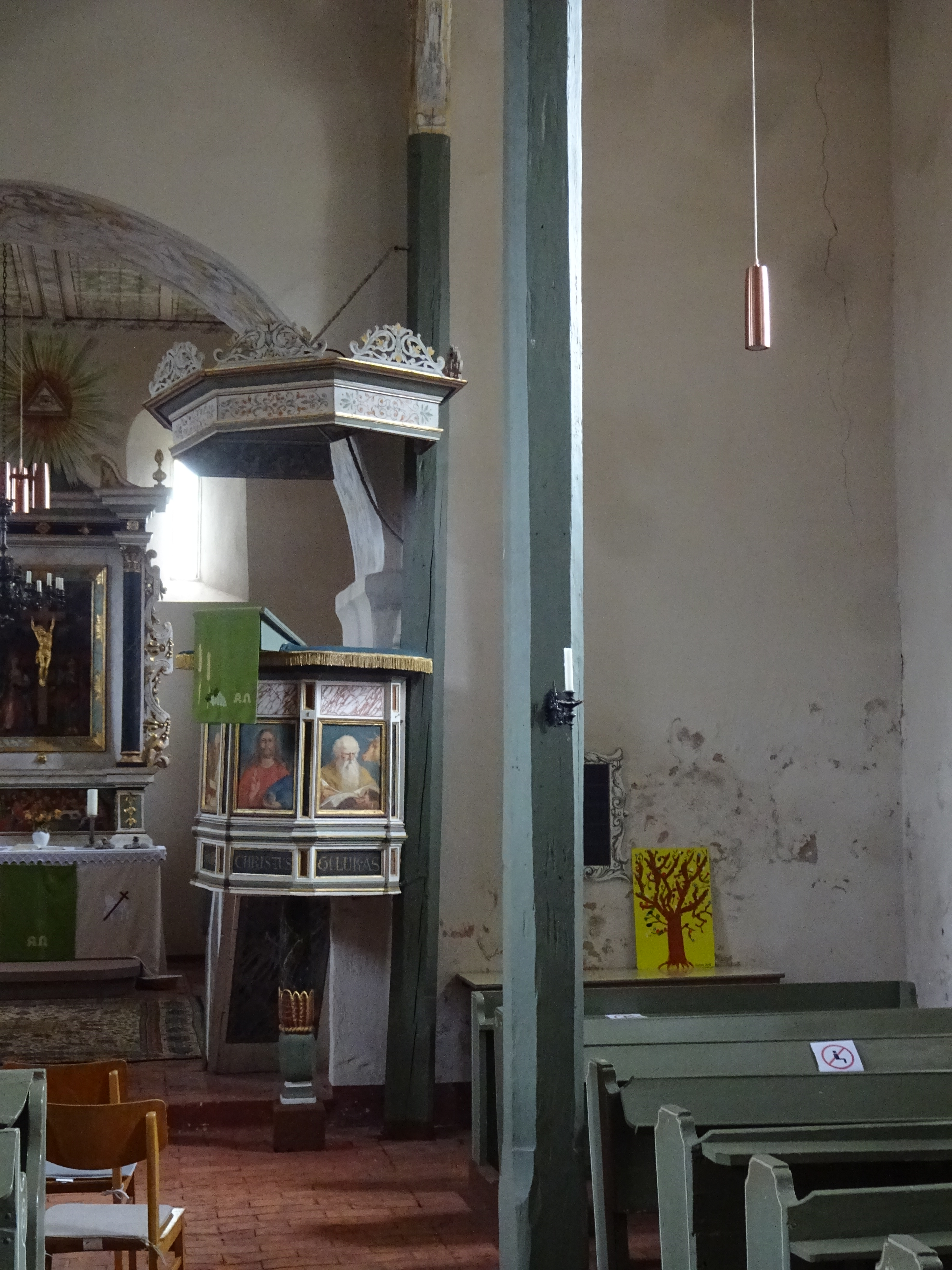
Kanzel

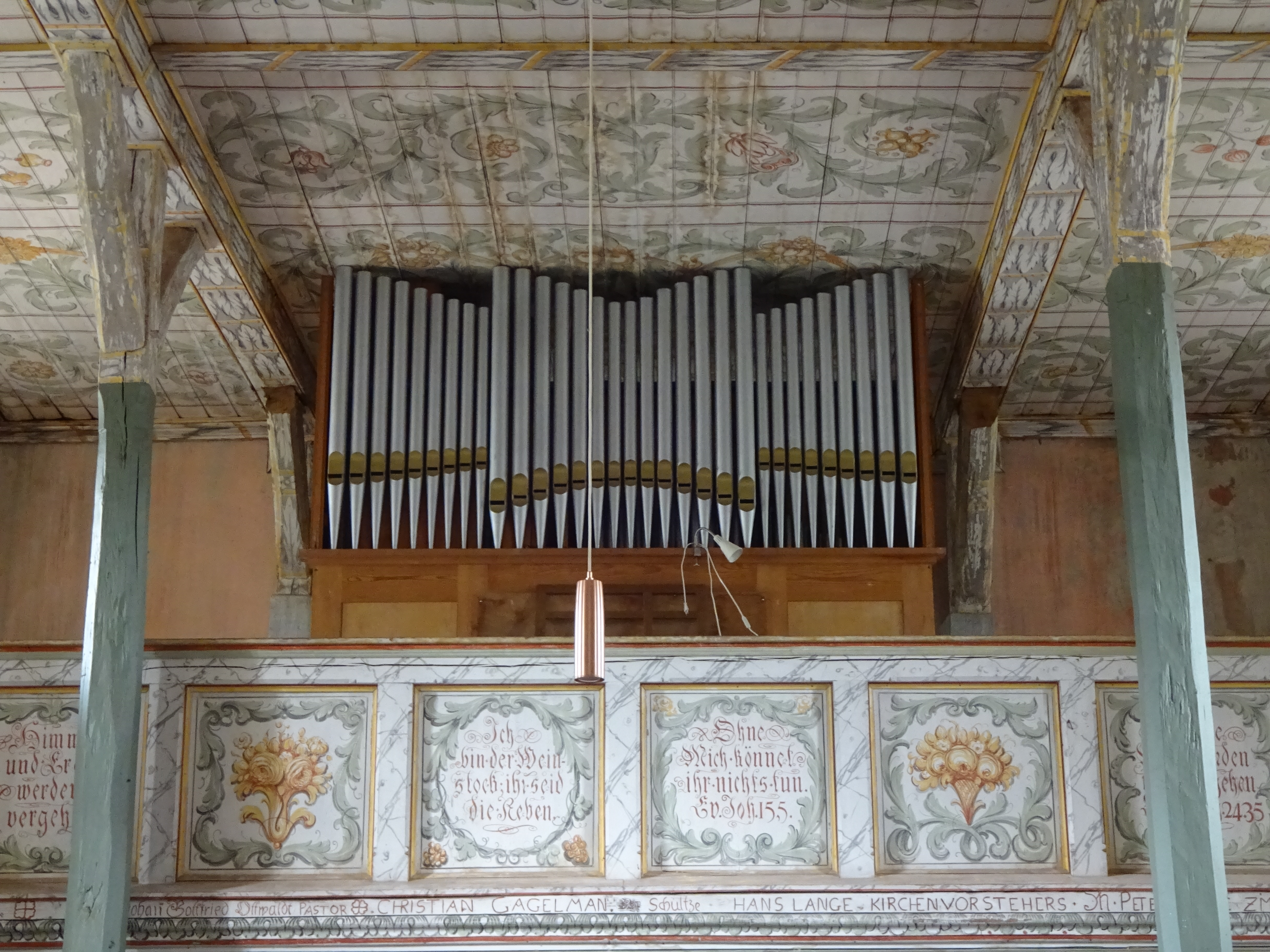
Orgel

Die evangelische Dorfkirche Garlipp ist eine romanische Saalkirche im Ortsteil Garlipp von Bismark im Landkreis Stendal in Sachsen-Anhalt. Sie gehört zur Kirchengemeinde Garlipp im Kirchenkreis Stendal der Evangelischen Kirche in Mitteldeutschland (EKMD).

## Geschichte und Architektur
Die Kirche ist eine romanische Saalkirche aus Feldsteinmauerwerk mit eingezogenem, quadratischem Chor und Westquerturm, die dendrochronologisch auf die Zeit um 1226 (d) datiert wurde. An der Südseite ist ein abgetrepptes Rundbogengewände mit Kämpfergesims, Rundbogenportale sind an der Westseite und an der Nordseite (vermauert) sowie als verschlossene Priesterpforte an der Südseite des Chores zu finden. Am Chor sind noch die romanischen Fensteröffnungen erhalten. Am Turm sind gekuppelte spitzbogige Schallöffnungen aus Backstein in spitzbogigen Blenden aus Feldstein eingelassen. Korbbogenfenster und Kreisfenster zur Belichtung des Raums unter der Orgelempore stammen vom Umbau der Jahre 1815/16 und 1909/10. Eine Restaurierung des Altars und der Kanzel wurde 2018 vorgenommen.
Das Innere wird durch eine flach verschalte Holzdecke geschlossen, deren beide Unterzüge im Schiff auf achteckigen Holzsäulen ruhen; sie sind bemalt in vegetabiler Ornamentik des Jahres 1909; im Turm ist ein Quertonnengewölbe eingezogen. Ein runder Triumphbogen mit romanischen Kämpfern gliedert den Raum.

## Ausstattung
Die einheitliche schlichte Ausstattung stammt aus dem Jahr 1710, der Altaraufsatz wurde 1868 überarbeitet, das Mittelbild zeigt eine Kreuzigung mit geschnitztem Kruzifixus, in der Predella ist das Abendmahl dargestellt, als Bekrönung dient eine Strahlenglorie. Die Kanzel mit polygonalem Korb zeigt in den Feldern des Korbs Leinwandgemälde der vier Evangelisten und Christus als Weltenrichter aus der zweiten Hälfte des 19. Jahrhunderts. Das einfache Gestühl und die Westempore wurden 1710 eingebaut und 1910 überarbeitet.
Die Kirche besaß bis 1942 drei Glocken, von einer Glocke sind nur noch der Durchmesser und das Gewicht bekannt; sie musste 1942 zusammen mit der großen Glocke von 1515 für Kriegszwecke abgeliefert werden und wurde eingeschmolzen. Die große Glocke wurde nach Kriegsende im Glockenlager Ilsenburg aufgefunden, an ihren alten Platz zurückgeführt und wird noch bis heute verwendet. Im Jahr 1968 wurde ein elektrischer Antrieb des Geläuts installiert. Der Glockenstuhl wurde 1622 und 1687 geschaffen. Die Kirchturmuhr gehört zu den ältesten Turmuhren in der Altmark. Im Jahr 1756 wurde das Uhrwerk eingebaut; dies geht aus einer Rechnung für die Uhr des Stendaler Uhrmachers Schneider hervor.